# جوييل ساكس
جوييل ساكس (بالإسبانية: Joel Sacks)‏ (10 أبريل 1989 برافاييلا في الأرجنتين - ) هو لاعب كرة قدم أرجنتيني في مركز الدفاع. لعب مع أتليتيكو رافائيلا.

## وصلات خارجية
- جوييل ساكس على موقع إي إس بي إن إف سي (الإنجليزية)
- جوييل ساكس على موقع قاعدة بيانات كرة القدم.إي يو (الإنجليزية)
- جوييل ساكس على موقع Soccerway.com (الإنجليزية)